# IC 4734
IC 4734 је спирална галаксија у сазвјежђу Паун која се налази на листи објеката дубоког неба у Индекс каталогу.
Деклинација објекта је - 57° 29' 26" а ректасцензија 18h 38m 25,4s. Привидна величина (магнитуда) објекта IC 4734 износи 13,4 а фотографска магнитуда 14,2. Налази се на удаљености од 57,530 милиона парсека од Сунца. IC 4734 је још познат и под ознакама ESO 140-33, AM 1834-573, IRAS 18341-5732, PGC 62175.